# Accord sur le partage de la production de défense
L'Accord sur le partage de la production de défense (APPD) est un accord commercial bilatéral entre les États-Unis et le Canada qui vise à équilibrer le montant des achats transfrontaliers de matériel militaire afin d'éviter les déséquilibres commerciaux. Depuis sa signature en 1956, il a conduit un certain nombre d'entreprises américaines à envoyer des produits militaires au Canada afin de « compenser » les achats canadiens d'équipements militaires américains. Cet accord a été modifié à plusieurs reprises. L'accord sur le partage du développement industriel pour la défense, qui est un programme similaire, organise le partage de la recherche et du développement dans le domaine militaire.

## Aperçu
L'Accord sur le partage de la production de défense (APPD) entre le Canada et les États-Unis a été formalisé en 1959 et a codifié des mesures spécifiques visant à supprimer les obstacles à l'approvisionnement réciproque et à l'intégration de la production pour la défense, ce qui a donné lieu à une entente « quid pro quo ». 
Les États-Unis ont exempté le Canada de la Loi Buy American Act, mettant ainsi l'industrie canadienne sur un pied d'égalité avec les entreprises américaines lors des appels d'offres pour les contrats de défense américains. Les États-Unis ont également supprimé les préférences de prix domestiques et les droits d'importation pour les biens de défense canadiens produits pour le département de la Défense et les entrepreneurs principaux américains. Pour les Canadiens, l'APPD a établi « les É.-U. comme producteur des principaux systèmes de défense et le Canada comme producteur de sous-systèmes et de composants pour le marché américain », ce qui a inextricablement lié les capacités de production et les chaînes d'approvisionnement des É.-U. et du Canada de la base industrielle commune.
La Corporation commerciale canadienne (CCC) est une société d'État qui administre l'APPD au nom du gouvernement du Canada. Dans le cadre de l'APPD, la CCC joue le rôle de Maître d'œuvre dans les contrats du DoD américain pour les achats au Canada et soutient les activités d'exportation canadiennes dans le cadre de l'APPD. L'APPD est le mandat fondamental de politique publique de la CCC, qui permet aux exportateurs canadiens de soumissionner pour des contrats dans le cadre de la base d'approvisionnement domestique du département de la Défense des États-Unis. En 2019-2020, la CCC a facilité des ventes d'une valeur de 928 millions de dollars au DoD des É.-U. dans le cadre de l'APPD.

### Objectifs
Les objectifs de l'accord sur le partage de la production de défense sont les suivants :

« (a) Réaliser une plus grande intégration des capacités de développement et de production militaires du Canada et des États-Unis tout en maintenant une plus grande standardisation des équipements militaires, une plus grande dispersion des installations de production et en établissant un approvisionnement de sources supplémentaires.
(b) Faire du Canada un partenaire de confiance en matière d'acquisition et veiller à ce que les fournisseurs canadiens du secteur de la défense bénéficient d'une considération égale et immédiate pour les approvisionnements du département de la Défense des É.-U. (DoD), au même titre que les fournisseurs américains, à quelques exceptions près.
(c) Définir les politiques et les procédures relatives à tous les contrats de fournitures et de services passés par le DoD des É.-U. avec la Corporation commerciale canadienne (CCC). »

### Application et durée
L'APPD s'applique à tous les contrats passés, à partir du 1er octobre 1956, par un département militaire des États-Unis avec la corporation commerciale canadienne (CCC). Il demeure en vigueur d'année en année jusqu'à ce qu'il soit résilié par consentement mutuel; toutefois, il peut être terminé par l'une ou l'autre des parties à condition qu'une notification de terminaison ait été donnée par écrit six mois à l'avance.

### Calcul des coûts
L'APPD contient des dispositions qui limitent le montant des profits que les fournisseurs peuvent tirer des contrats d'approvisionnement passés dans le cadre de cet accord; il prévoit également que la CCC rembourse les profits qui dépassent ces montants. La CCC est chargée de procéder à des audits pour s'assurer que les coûts et les profits sont conformes aux pratiques, politiques et procédures convenues d'un commun accord. L'accord stipule également que le gouvernement canadien et ses départements et agences ne peuvent pas tirer profit des contrats couverts par cet Accord. Par conséquent, les contrats avec le département de la Défense (DoD) ne sont pas assujettis à une redevance de la CCC en vertu de l'APPD. L'Accord exclut également l'ajout de taxes et de droits de douane aux contrats attribués dans le cadre de l'APPD.

### Financement
Dans le cadre du budget fédéral 2021, le gouvernement du Canada a rétabli une dotation annuelle à la CCC pour l'administration de l'APPD.

## Comparaison avec d'autres ententes commerciales de défense entre le Canada et les États-Unis

### Defense Federal Acquisition Regulation Supplement (DFARS)
Bien que l'ADDP élimine les obstacles pour les entreprises canadiennes qui vendent au DoD des Etats-Unis., les lois et règlements qui régissent les achats sont détaillés dans les Federal Acquisition Regulations (FAR) et plus particulièrement dans le Defense Federal Acquisition Regulation Supplement (DFARS) :
- DFARS 225.872 [IM1]  renonce aux limitations du Buy American Act
- DFARS 252.225-7013 permet aux marchandises canadiennes d'être expédiées aux États-Unis sans droits de douane
- DFARS 225.870-8 reconnaît les habilitations de sécurité des sites et des employés de Services publics et Approvisionnement Canada
- DFARS 225.801-1 désigne la Corporation commerciale canadienne (CCC) comme maître d'œuvre pour tous les contrats d'une valeur supérieure à 250 000 USD [7]

De plus, l'instruction du DoD des É.-U. 2035.01 reconnaît les entreprises canadiennes comme des participants égaux et importants à la base industrielle de l'Amérique du Nord.

### Accord sur le partage du développement industriel pour la défense
Signé en 1963, huit ans après l'APPD, l'Accord sur le partage du développement industriel pour la défense permet aux entreprises canadiennes de participer à des projets de recherche et de développement menés par le DoD des É.-U. et vise à fournir au Canada le même accès aux futurs besoins du DoD des É.-U. en matière de projets de recherche et de développement que les entreprises américaines. Les technologies canadiennes créées dans le cadre de l'Accord sur le partage du développement industriel pour la défense peuvent être acquises par le DoD des É.-U. dans le cadre de l'APPD.

### Lettre d'Entente avec la NASA (Letter of Agreement)
À la suite de la création de l'APPD, la National Aeronautics and Space Administration (NASA) des États-Unis a signé en 1960 une Lettre d'Entente (LOA) avec la CCC. La LOA institue un niveau de soutien similaire à celui de la NASA et définit les politiques et procédures relatives à l'administration des contrats attribués aux entreprises canadiennes par l'intermédiaire de la CCC.

## Impact économique
Depuis la signature de l'APPD en 1956, la Corporation commerciale canadienne (CCC) a agi à titre de Maître d'œuvre pour des contrats sous l'APPD totalisant plus de 30 milliards de dollars.
En 2021-2022, la CCC a facilité la réalisation de contrats pour 151 entreprises canadiennes différentes et a signé pour 868 millions de dollars de nouveaux contrats d'exportation avec des fournisseurs canadiens pour livrer des biens et des services dans le cadre de l'APPD.
De 2012 à 2021, la valeur totale des contrats en vertu de l'APPD avec différents commandements d'achat militaires du DoD des É.-U. était la suivante : département de la Force aérienne (1,03 milliard de dollars), Naval Air Warfare Center (651 millions de dollars), Tank-Automotive and Armaments Command (521 millions de dollars), Development & Engineering Center (502 millions de dollars), et le Naval Surface Warfare Center (474 millions de dollars).